# صقر الخوري
صقر الخوري (28_12_1934/ 20/4/2007 )أديب وكاتب سوري ولد في في قرية خربا التابعة لمحافظة السويداء.

## نبذة عن الأديب
تلقى صقر الخوري تعليمه الأساسي فيها والاعدادي في مدينة السويداء ، ونال شهادته الثانوية في دمشق. ثم تابع دراساته في جامعة دمشق كلية الأداب، وتخرج فيها مجازاً في الفلسفة، ثم حصل على دبلوم التأهيل التربوي من كلية التربية- جامعة دمشق.
عمل في حقل التعليم الابتدائي مدرسا ثم مديراً. وبعدها درّس في للمراحل الثانوية ودور المعلمين والمعلمات في محافظتي درعا والسويداء، ثم مدرباً للمعلمين، وتابع دورات تخصصية في اليونسكو-معهد الاونروا- في بيروت وعمان.

## أعماله
كتب صقر الخوري الرواية والقصة القصيرة وأيضا في البحوث الفكرية والاجتماعية بالإضافة إلى كتابته المقالة والشعر.
مؤلفاته:
1. -القناديل الهزيلة- مجموعة بحوث ودراسات فكرية واجتماعية- الصادر عن جمعية العهد الجديد للأدباء العرب تحت رقم-1- دمشق 1960- دار الاعتدال.

1. -بائعة الهوى- مجموعة قصص- دمشق 1962.

1. -مكاشفات(1)- مجموعة قصص- اتحاد الكتاب العرب 1989.

1. -مكاشفات(2)- حب في زنزانة- قصص- اتحاد الكتاب العرب 1992

توفي الأديب صقر الخوري في 20/4/2007 ودفن في مسقط رأسه قرية خربا